# Sigbjørn Obstfelder
Sigbjørn Obstfelder (ur. 21 listopada 1866 w Stavanger, zm. 29 lipca 1900 w Kopenhadze) – norweski poeta, nowelista i publicysta.

## Życie
Obstfelder urodził się i dorastał w Stavanger. Był synem rzemieślnika niemieckiego pochodzenia. Początkowo studiował filologię nordycką i filozofię na uniwersytecie w Kristianii, potem przeniósł się do szkoły technicznej w tym samym mieście. Studia inżynierskie dokończył w USA, gdzie mieszkał przez dwa lata (1890–1891). Był niespokojnym duchem, ciągle podróżował – po Skandynawii, Anglii, Niemczech. Zetknął się m.in. z polskim pisarzem Stanisławem Przybyszewskim i jego żoną Dagny. Obstfelder zmarł na gruźlicę w 1900, a pochowany został w dniu, w którym urodziła się jego jedyna córka.

## Twórczość
Mimo śmierci w młodym wieku Obstfelder był dość płodnym artystą. Pisał wiersze, nowele, artykuły prasowe, sylwetki osób współczesnych, w czasie pobytu w USA prowadził dziennik. Jego twórczość cechuje ogromna muzykalność (Obstfelder był z zamiłowania skrzypkiem) i plastyczność. Utwory Obstfeldera zaliczyć można do wielu nurtów – symbolizmu, neoromantyzmu, impresjonizmu. Inspiracją dla jego wierszy była twórczość Charles'a Baudelaire’a. Były one przełomem w norweskiej literaturze – bez rymów i podziału na strofy, za to bardzo rytmiczne i melodyjne. Wiele miejsca w swoich utworach prozą poświęca Obstfelder m.in. motywowi wyobcowania człowieka, lęku mężczyzny przed silną kobietą. W jego tekstach dużo jest trudnych do określenia, uchwycenia uczuć, erotyzmu, samotności człowieka we współczesnym świecie.

## Dzieła
- Digte (Wiersze), 1893 (kilka z nich przetłumaczono na j. polski w 1933)
- To novelletter (Dwie nowele), 1895 (obie - Liv i Sletten (Równina) zostały przetłumaczone na j. polski w 1902)
- Korset (powieść Krzyż), 1896
- De røde dråber (dramat Czerwone krople), 1897
- En præsts dagbog (powieść wydana pośmiertnie Pamiętnik pastora) 1900
- Efterladte arbeider (Pisma pozostawione), 1903